# Lijst van schaatsrecords 3000 meter mannen (junioren)
Dit is een overzicht van de ontwikkeling van de schaatsrecords op de 3000 meter mannen (junioren).

## Ontwikkeling wereldrecord 3000 meter
| Nr. | Naam                 | Land                           | Tijd    | Datum            | Baan                 |
| --- | -------------------- | ------------------------------ | ------- | ---------------- | -------------------- |
| 1.  | Yeong-Ha Lee         | Zuid-Korea                     | 4.21,78 | 17 januari 1976  | Madonna di Campiglio |
| 2.  | Jan Junell           | Zweden                         | 4.19,98 | 19 februari 1977 | Inzell               |
| 3.  | Eric Heiden          | Verenigde Staten               | 4.16,2  | 4 februari 1978  | Montréal             |
| 4.  | Tomas Gustafson      | Zweden                         | 4.15,71 | 26 januari 1980  | Assen                |
| 5.  | Geir Karlstad        | Noorwegen                      | 4.12,50 | 27 februari 1982 | Innsbruck            |
| 6.  | Aleksandr Klimov     | Sovjet-Unie                    | 4.07,95 | 23 maart 1983    | Medeo                |
| 7.  | Valeri Guk           | Sovjet-Unie                    | 4.05,99 | 14 maart 1984    | Medeo                |
| 8.  | Michael Spielmann    | Duitse Democratische Republiek | 4.03,91 | 21 januari 1989  | Davos                |
| 9.  | Falko Zandstra       | Nederland                      | 4.02,10 | 13 maart 1990    | Heerenveen           |
| 10. | Falko Zandstra       | Nederland                      | 3.57,64 | 1 maart 1991     | Calgary              |
| 11. | Bob de Jong          | Nederland                      | 3.53,06 | 8 maart 1996     | Calgary              |
| 12. | Mark Tuitert         | Nederland                      | 3.48,56 | 19 maart 1999    | Calgary              |
| 13. | Tom Prinsen          | Nederland                      | 3.46,75 | 21 maart 2002    | Calgary              |
| 14. | Remco Olde Heuvel    | Nederland                      | 3.45,87 | 20 maart 2003    | Calgary              |
| 15. | Wouter Olde Heuvel   | Nederland                      | 3.44,72 | 10 maart 2005    | Calgary              |
| 16. | Håvard Bøkko         | Noorwegen                      | 3.43,66 | 5 november 2005  | Calgary              |
| 17. | Håvard Bøkko         | Noorwegen                      | 3.43,20 | 21 maart 2006    | Calgary              |
| 18. | Sjoerd de Vries      | Nederland                      | 3.42,98 | 13 maart 2007    | Calgary              |
| 19. | Allan Dahl Johansson | Noorwegen                      | 3.41,19 | 6 december 2017  | Calgary              |
| 20. | Allan Dahl Johansson | Noorwegen                      | 3.40,14 | 2 maart 2018     | Salt Lake City       |